# Primož Kopač
Primož Kopač, (Žiri, 25. studenoga 1970.), slovenski skijaš skakač. 
Natjecao se od 1989. do 1994. godine. Na ZOI 1992. u Albertvilleu bio je šesti u momčadskoj konkurenciji na velikoj skakaonici i 26. u pojedinačnoj konkurenciji na maloj skakaonici. Najbolji rezultat u Svjetskom kupu koji je ostvario bilo je 25. mjesto na velikoj skakaonici u Thunder Bayu 3. prosinca 1989. godine, kad je jedini put osvojio bodove u Svjetskom kupu.

## Vanjske poveznice
- Primož Kopač na stranicama Međunarodne skijaške federacije
- Primož Kopač  Arhivirana inačica izvorne stranice od 31. siječnja 2010. (Wayback Machine) na sports-reference.com